# Montchoisi
Montchoisi est un quartier de la ville de Lausanne. Il est situé à l'est de la commune.

## Transports publics
Les lignes d'autobus 4, 8 et 25 des Transports publics de la région lausannoise traversent le quartier.

## Sport
Une initiation et découverte du bandy ont eu lieu dans Montchoisi.
Dès 1938, une piscine-patinoire est construite à l'avenue du Servan 30. Cette infrastructure modulable offre une piscine de 50 mètres en été et une patinoire en hiver.

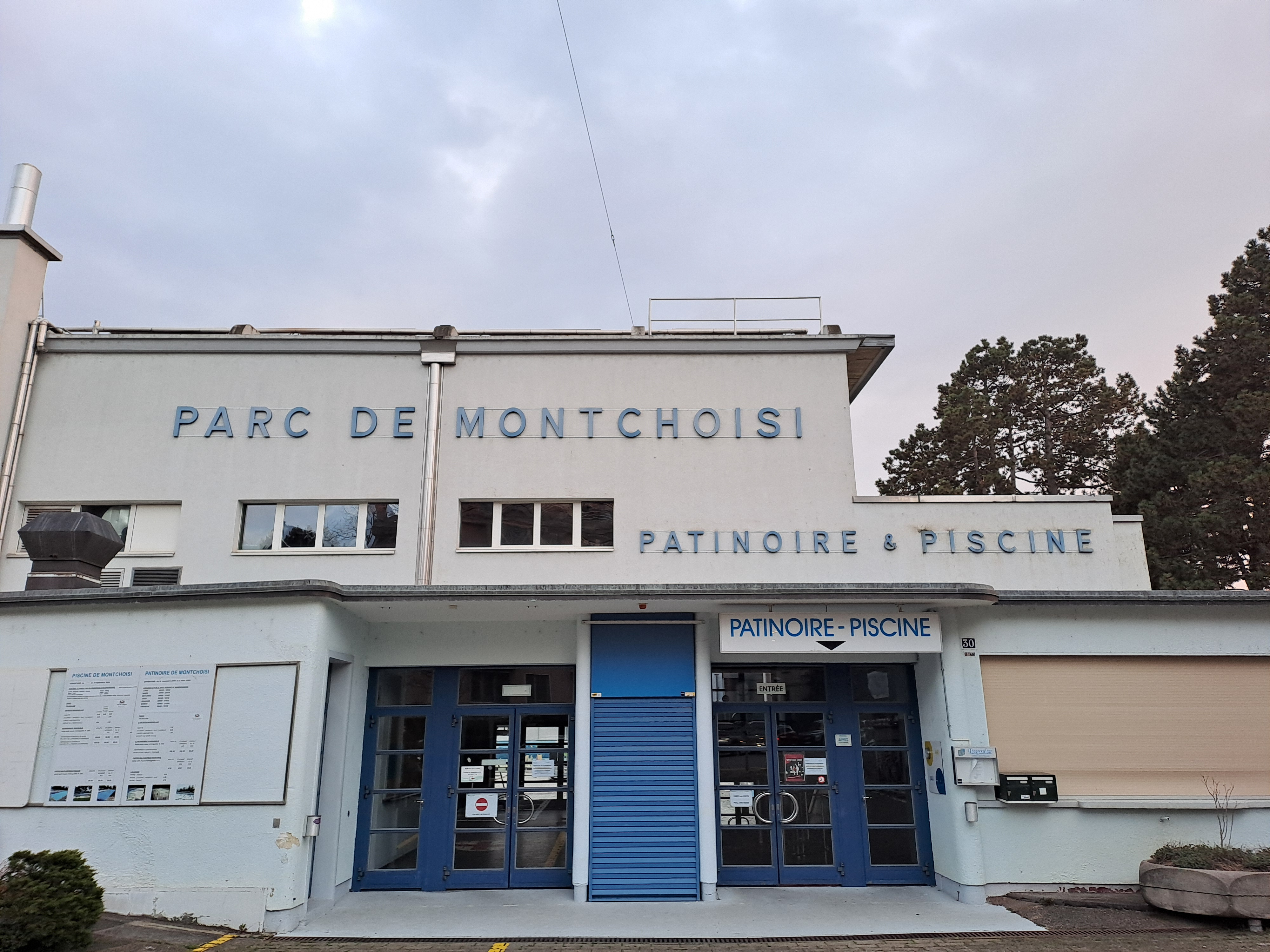
Entrée de la Piscine-patinoire de Montchoisi à Lausanne (Suisse)